# Ото II фон Щефлинг
Ото II фон Щефлинг (на немски: Otto II von Stefling; † ок. 16 август 1175) от род Бабони е ландграф и бургграф на Регенсбург, ландграф на Щефлинг (днес част от Нитенау), граф на Регенщау.
Той е син на граф Ото I, бургграф на Регенсбург и ландграф на Щефлинг († ок. 21 октомври 1143) и съпругата му Аделхайд фон Пльотцкау († 1124), дъщеря на граф Дитрих фон Пльотцкау и съпругата му Матилда фон Валбек. Брат е на бургграф Хайнрих III фон Регенсбург († 1174), женен за Берта Австрийска († 1150).

## Фамилия
Ото II фон Щефлинг се жени за Аделхайд фон Вителсбах (* ок. 1150; † 9 февруари), дъщеря на граф Ото V фон Шайерн, пфалцграф фон Вителсбах († 1156) и съпругата му Хейлика от Ленгенфелд († 1170), дъщеря на граф Фридрих III фон Ленгенфелд-Хопфенлое († 1119) и Хейлика от Швабия († сл. 1110), която е дъщеря на Агнес от Вайблинген († 1143), втората дъщеря на император Хайнрих IV и Берта Савойска. Те имат децата:
- Ото III († ок. 1190), ландграф на Щефлинг (1179)
- Хайнрих V († сл. 1 май 1190), ландграф на Риденбург (1190) и на Щефлинг, женен за Рихардис Австрийска (* 1143; † 24 февруари 1200), дъщеря на херцог и маркграф Хайнрих II Язомиргот († 13 януари 1177) и Гертруда Саксонска († 18 април 1143), дъщеря на император Лотар III († 1137).
- Фридрих II († ок. 10 юни 1190), ландграф (1184)
- Аделхайд, омъжена I. за Куно фон Баден граф в Цюрихгау († 5 януари 1168/69), II. за Куно I. фон Тойфен († сл. 31 юли 1188).